# 湯浅涼
湯浅 涼（ゆあさ りょう、8月15日 - ）は日本の女性声優、舞台女優。声優の関智一が座長を務める劇団ヘロヘロQカムパニーの劇団員。千葉県出身。身長165cm。血液型はO型。かつてはアールグルッペ、ケッケコーポレーションに所属していた。

## 出演

### 吹き替え

#### テレビドラマ
- クリミナル・マインド FBI行動分析課
- クラッシュとバーンスティーン（スラッパー）
- グッドラックチャーリー
- ビッグバン★セオリー/ギークなボクらの恋愛法則
- ヤング・スーパーマン
- やってないってば!

### ドラマCD
- 獏狩り2 〜天津神編〜

### ボイスオーバー
- 逃亡犯の告白

### 特撮
- 仮面ライダー×スーパー戦隊 スーパーヒーロー大戦
- テレビ埼玉・坂東武人 武蔵 - サイゾウ役
- 武蔵忍法伝 忍者烈風 -「坂東武人 武蔵」 サイゾウ 役

### 舞台
- 劇団ヘロヘロQカムパニー作品多数

### その他
- 鬼っ子ハンターついなちゃん（CV:門脇舞以）プロジェクト 浜通りおん役[1][2][3][4]